# Каргалинські рудники
Каргалинські рудники — давні мідні копальні на Уралі (нині Оренбурзька область Росії), початок розробки яких датують кінцем IV тис. до Р.Х., але основний період їх експлуатації прийшовся на епоху пізньої бронзи (II тис. до Р.Х.).

## Історія
Початок розробки каргалинських руд датують кінцем IV тис. до Р.Х., але основний період їх експлуатації припадає на епоху пізньої бронзи (II тис. до Р.Х.). У 40-х роках XVIII ст. родовище знов було "відкрите" слідами давніх гірничих робіт і давало до чверті видобутку міді всієї Російської Імперії. 

## Опис Кагарлинських рудників
Численні розкривні виробки Каргалинських рудників були представлені в основному вертикальними стволами, виявлена кількість яких дорівнює приблизно 30 тисячам  і фіксується по характерним западинам і відвалам порід. Сукупна маса видобутих гірських порід сягає декількох мільйонів тон. Загальна протяжність підземних виробок обчислюється багатьма сотнями кілометрів. 
Каргалинське рудне поле має форму витягнутого овалу з приблизними розмірами 50 на 10 км. Руди представлені мідистими пісковиками та вапняками, мінеральний склад яких був багатий окислами міді. Рудні поклади були покриті шаром глинистих порід потужністю від одного до кількох десятків метрів. 
Описуючи мідні розробки, академік І. Гмелін зазначав: "шурфувати жили тут не потребує великих зусиль, оскільки при цьому йдуть шурфами, зробленими у незапам'ятні часи давнім населенням" (1734 р.). Перший директор каргалинських заводів Я. Твердишев свідчив, що давні рудокопи нічим не поступалися гірникам XVIII ст.: "тут у давнину з таким мистецтвом гірнича робота проводилась, що й нинішні штейгери й гірничі служителі краще того не роблять; тому що в багатьох місцях руду з такої глибини діставали, що поверх тої руди лежить землі саженів на 20 (тобто завбільшки 42 м - авт.), а в багатьох шахтах і копальнях, з яких руда вибрана, штольні й понині взагалі не обсипалися і так стоять, нібито в недавньому часі роботи на них проводили" (1762 р.). 
Численні розкривні виробки Каргалинських рудників - це здебільшого вертикальні стовбури, виявлена кількість яких дорівнює приблизно 30 тис.1  і фіксується за характерними западинами та відвалами порід. Сукупна маса видобутих гірських порід сягає декількох мільйонів тонн. Загальна протяжність підземних виробок обчислюється багатьма сотнями кілометрів. 
Стовбури проникали через товщу глинистих порід до рудних покладів, які здебільшого мали вигляд лінз або жил. На контурі стовбурів вирубували заглибини, що правили як сходи . Для розкриття потужного чохла глинистих порід використовували мідні знаряддя у вигляді кайла, кирки й лому, а також совки й копачки, вироблені з лопаточних кісток великої  рогатої худоби. Оскільки розробка в'язких глин у сезони дощів не могла бути ефективною, припускають можливість ведення гірничих робіт і в зимовий період.
Після досягнення стовбуром рудного тіла проводили його розробку системою горизонтальних виробок і камер. Їх форма і напрямки мали досить хаотичний характер , причому вироблений простір міг займати декілька горизонтів. Низькі й вузькі "лази" , які проводили в основному по пустих пісковиках у пошуках скупчення мідних мінералів, змінювалися просторими камерами, що відтворювали контури рудного тіла . Зафіксовані в межах рудного поля глибокі провали поверхні свідчать, що розміри підземних камер могли бути досить значними й мати висоту до 15 - 20 м. Руйнування порід під час проведення виробок і розробки руди здійснювали за допомогою кістяних клиноподібних знарядь , які під ударами кам'яних молотків відколювали невеликі уламки порід. Численні свідчення таких робіт збереглися на стінках давніх виробок і ціликах камер . 
Породні відвали фіксувалися біля устя стволів, або були витягнуті на десятки чи сотні метрів у вигляді насипів. Вони являють собою переконливі докази масштабних гірничих і збагачувальних робіт. Характерно, що стародавні виробки (в тому числі стволи) були закладені подрібненою породою, у якій спостерігаються фрагменти кераміки, кістяних знарядь тощо. Деякі виробки гірники залишили відкритими (з часом вони заповнилися ґрунтом). Це свідчить про довгий строк експлуатації родовища і зміну культових традицій (припускають, що більшість незаповнених стволів належать гірникам нового часу).

## Металургійні артефакти та збут продукції
Вельми цікавими знахідками Каргалів були численні металургійні артефакти. Археологічними експедиціями  (під проводом Є. Черниха) виявлені тисячі мідних інструментів і зразків шлаків, причому більшість виробів та відповідних ливарних форм призначалася для знарядь гірничої праці. Загалом, виявлені масштаби гірничих робіт, значно перевищують кількість металургійних артефактів. 
Можна припустити, що значна частина каргалинської міді й збагаченої руди експортувалася у віддалені центри металообробки. Одним із них могло бути давнє городище Аркаїм, віднайдене археологами на східних схилах Уральських гір на річці Велика Караганка (Челябінська область Росії).